# Phénotype
 (octobre 2020).
Si vous disposez d'ouvrages ou d'articles de référence ou si vous connaissez des sites web de qualité traitant du thème abordé ici, merci de compléter l'article en donnant les références utiles à sa vérifiabilité et en les liant à la section « Notes et références ».

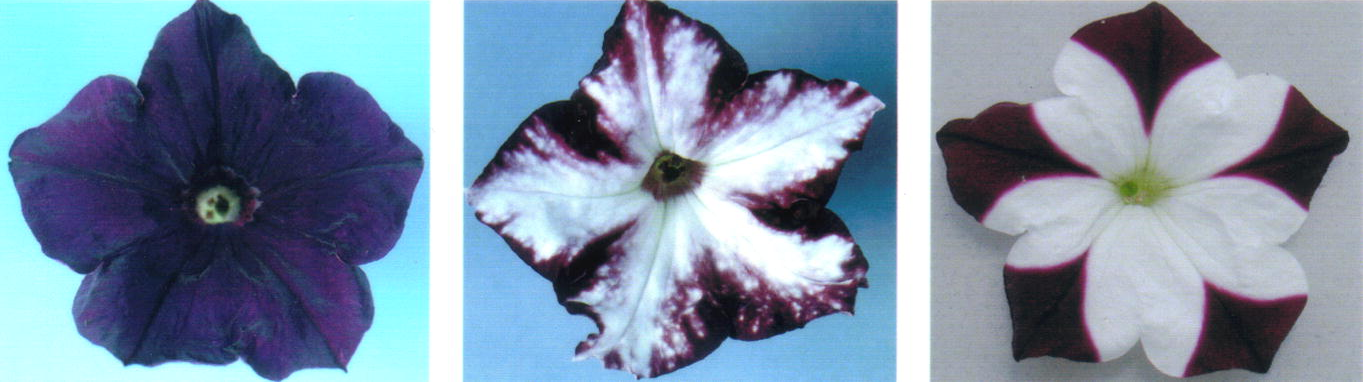
Variation phénotypique de la couleur des fleurs chez le pétunia.

En génétique, le phénotype est l'ensemble des traits observables d'un organisme. Très souvent, l'usage de ce terme est plus restrictif : le phénotype est alors considéré au niveau d'un seul caractère, à l'échelle cellulaire ou encore moléculaire. L'ensemble des phénotypes observables chez les individus d'une espèce donnée est parfois appelé le phénome.
Le concept de phénotype est défini par opposition au génotype, qui est l'identité des allèles qui caractérise le génome d'un individu. Pour certains traits simples, la correspondance entre le génotype et le phénotype est directe, et les deux sources d'information sont redondantes. Cependant, la plupart des caractères (les caractères quantitatifs) dépendent de multiples gènes, et l'influence du milieu (l'environnement dans lequel l'organisme se développe et vit) peut être un facteur déterminant. Dans ce cas, le génotype ne permet pas de prévoir précisément le phénotype de l'individu, mais seulement d'estimer sa valeur moyenne. ex:il faut faire un schémas pour mieux comprendre.

## Enjeux
La classification dite classique ou traditionnelle a été dominante jusqu'à la seconde moitié du XXe siècle. Fondée sur des caractères multiples (biologiques, phénotypiques et physiologiques), elle reposait sur le postulat de base, que le degré de ressemblance est corrélé au degré de parenté. Cette méthode se révèle peu pertinente, lorsqu'on l'applique aux caractères morphologiques ou physiologiques en raison des analogies : certaines ressemblances entre êtres vivants ou taxons, ne peuvent en effet être attribuées à une ascendance commune.
La plasticité phénotypique est l'un des facteurs adaptatifs des espèces dans les contextes changeants ou difficiles.

## Mesure, observation
Traditionnellement, le phénotype est plus facile à mesurer que le génotype. La génétique classique utilise l'observation des phénotypes pour déduire les fonctions des gènes. Des expériences de croisement permettent d'étudier les interactions. C'est ainsi que les premiers généticiens furent capables de travailler sans connaissance des mécanismes de la biologie moléculaire. La perte de diversité génétique peut considérablement la[Quoi ?] réduire et diminuer la chance de survie d'une population voire d'une métapopulation.
La présence de variations phénotypiques dues aux variations génétiques est un élément fondamental de l'évolution par sélection naturelle. La valeur sélective (fitness) d'un individu résulte de ses traits d'histoire de vie, influencés par la contribution de milliers de caractères. Sans variation phénotypique héritable, tous les individus auraient la même valeur sélective et l'évolution ne serait due qu'au hasard (dérive génétique).
La relation entre le phénotype P et le génotype G d'un individu est souvent conceptualisée par l'équation P = G + E, où E représente l'effet de l'environnement sur le phénotype, considéré la plupart du temps comme aléatoire. Au niveau de la population, une relation similaire peut être définie pour la variance phénotypique Var(P) (la variance des phénotypes dans la population) : Var(P) = Var(G) + Var(E). Dans cette égalité Var(G) représente la variance génétique dans la population, et Var(E) la variance environnementale. Cette relation peut être complexifiée en tenant compte par exemple des interactions entre le génotype et l'environnement, sous la forme d'un terme de covariance entre G et E.

## Différents niveaux de définition du phénotype
Le phénotype peut être observé aux différents niveaux d'organisation des organismes vivants, on retient généralement les trois niveaux suivants :
- au niveau des molécules : phénotype moléculaire ;
- au niveau des cellules : phénotype cellulaire ;
- au niveau de l’organisme : phénotype macroscopique.

Richard Dawkins est à l'origine d'un nouveau concept de phénotype, le phénotype étendu, prenant en compte la totalité des impacts des gènes sur l'organisme et son environnement.

## Phénotype humain
En 2008, selon une étude d'une équipe du CNRS à l’Institut Pasteur portant sur le patrimoine génétique de 210 individus représentatifs des différents types de population dans le monde et après comparaison de plus de 2,8 millions de marqueurs polymorphes (zone de variabilité) répartis sur les chromosomes, il semblerait que les grandes différences humaines, aussi bien au niveau de l’apparence (couleur de la peau, des yeux, morphologie) que de la sensibilité aux maladies, soient dues à la variation de seulement 582 gènes dont les mutations ont procuré un avantage sélectif à ceux qui les portaient,.
Les auteurs ont notamment constaté que le gène CR1 (en), impliqué dans la sévérité des attaques de paludisme, possède un variant retrouvé chez 85 % des Africains mais absent chez les Européens et les Asiatiques.

## En laboratoire
La détermination du phénotype est une méthode d'identification des organismes, en laboratoire. Ainsi, on identifie les bactéries selon leur phénotype enzymatique ; de même, on étudie les cellules sanguines (en particulier les cellules immunitaires) selon leur phénotype d'expression protéique. On classe aussi les lymphocytes selon leur phénotype d'expression : les lymphocytes exprimant l'antigène de surface CD3 (on note alors CD3+) sont des lymphocytes T, les cellules CD19+ sont des lymphocytes B, etc.